# 564
564 (DLXIV) fue un año bisiesto comenzado en martes del calendario juliano, en vigor en aquella fecha.

## Acontecimientos

### Cultura maya
- La inscripción más antigua en Tulum data de este año.

## Nacimientos
- Hermenegildo, príncipe visigodo.
- Chindasvinto, rey de los visigodos entre los años 642 y 653.